# Offizierslager VI B

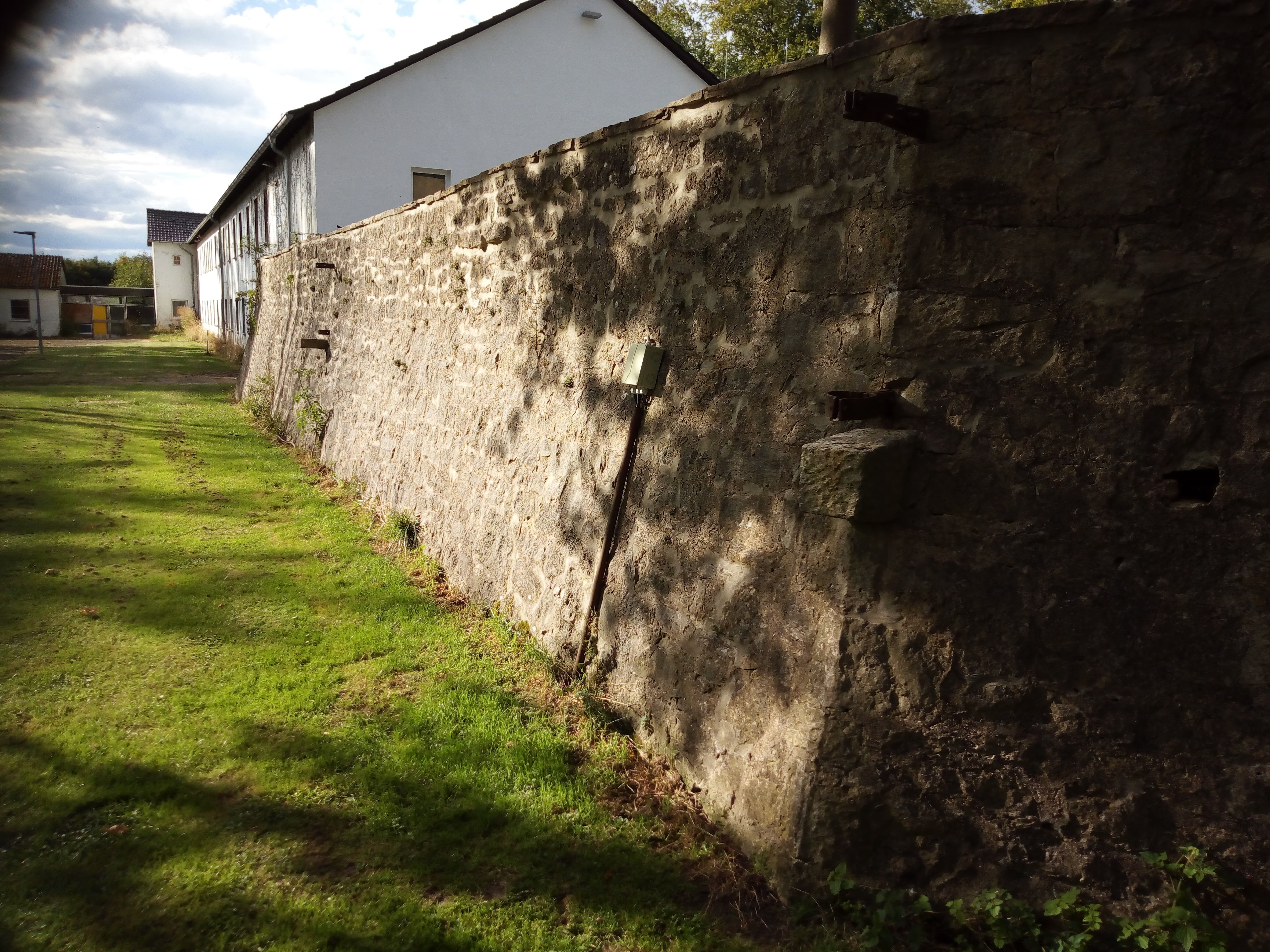
Befestigung mit Pfostenträger (2019)

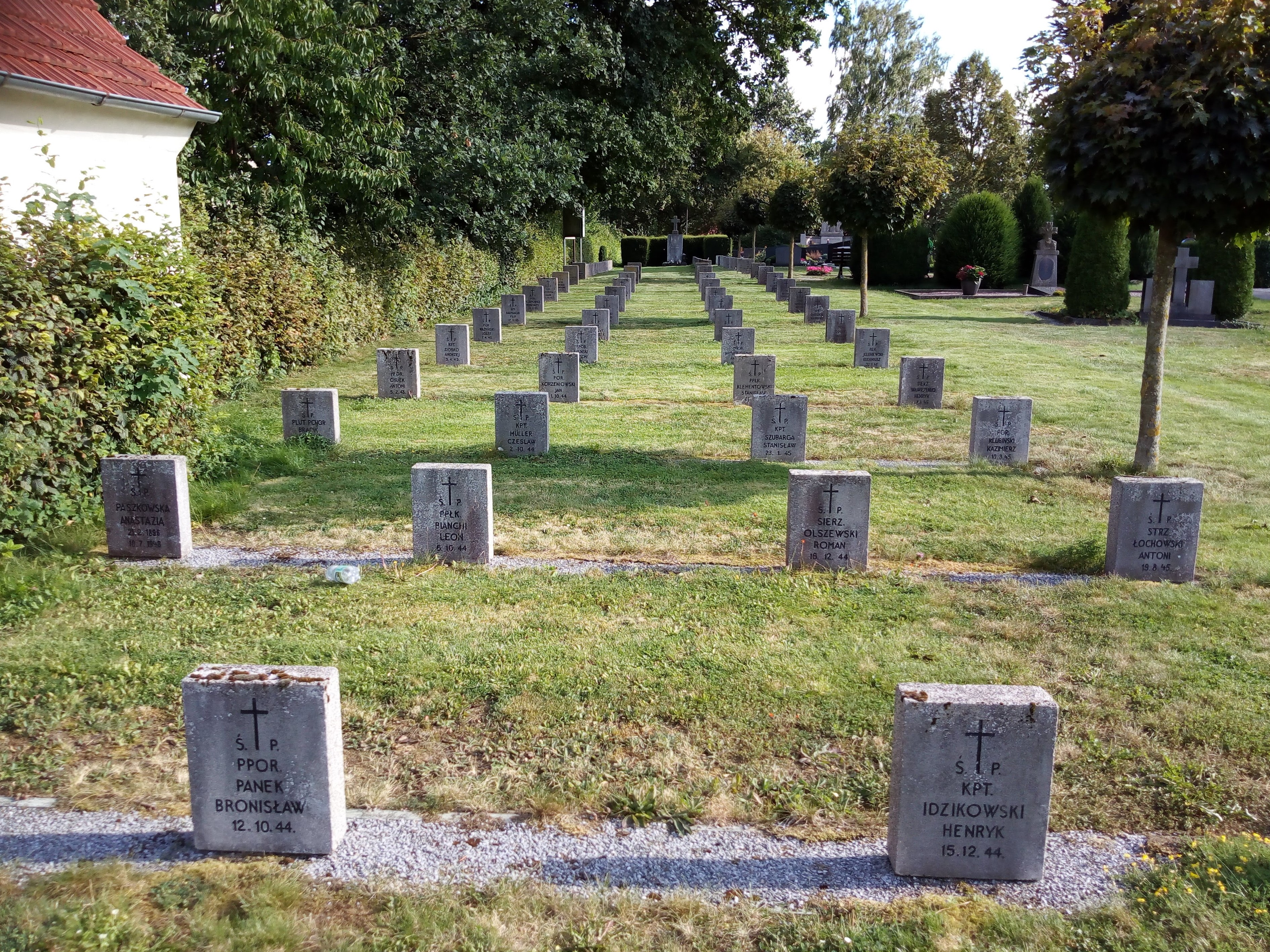
Gräberfeld auf dem Dösseler Friedhof (2019)

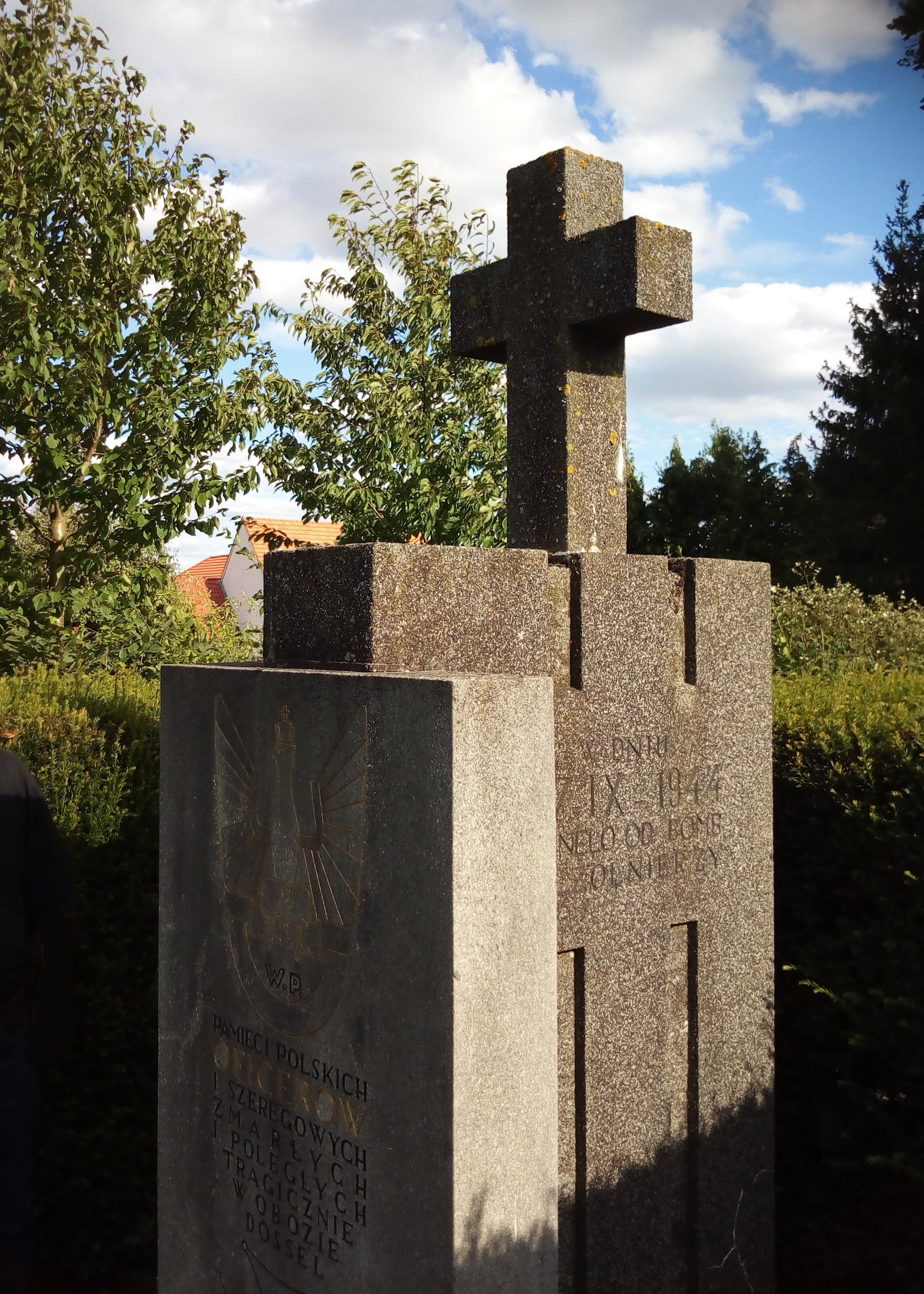
Friedhofsdenkmal (2019)

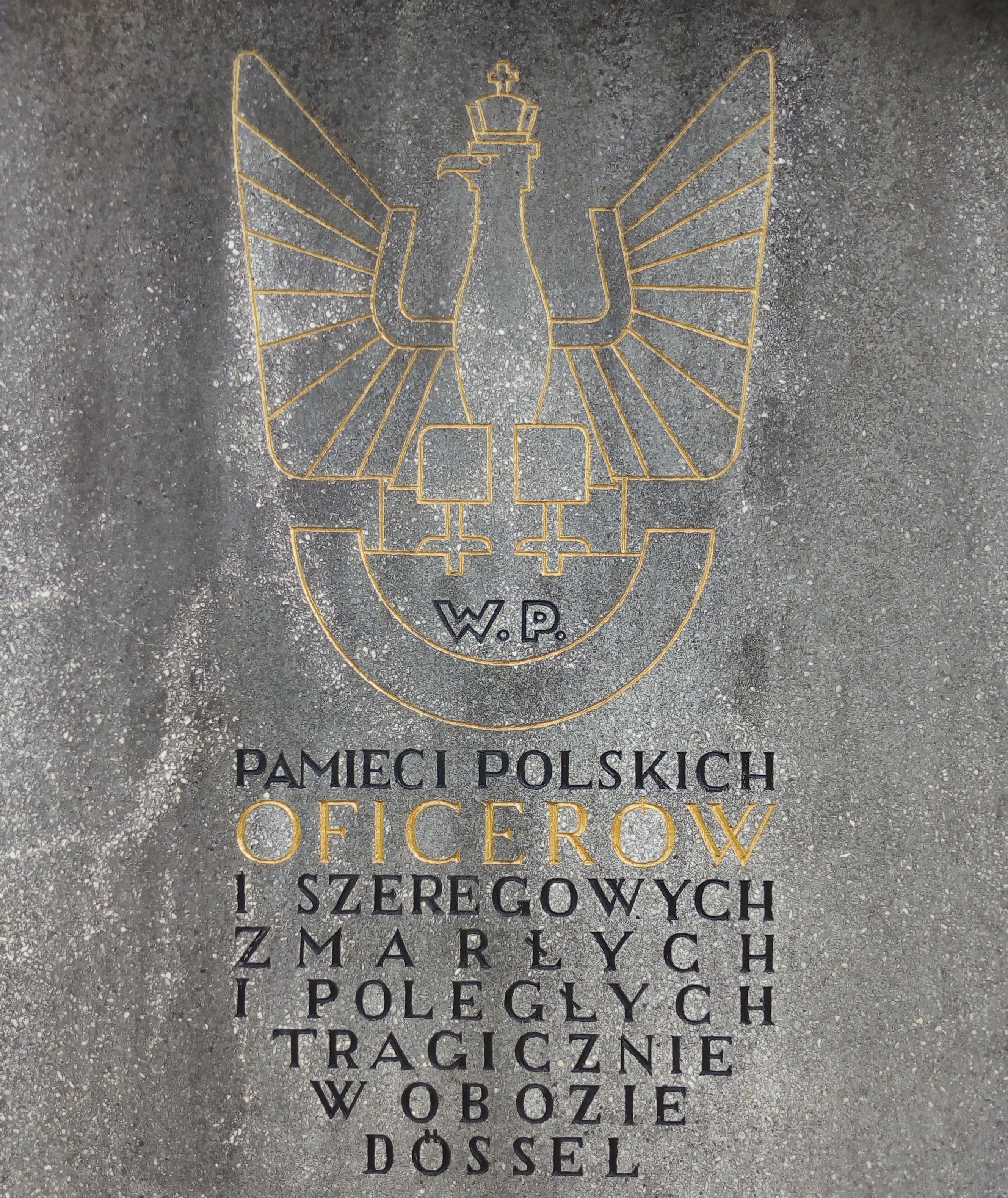
Inschrift Friedhofsdenkmal (2019)

Das Offizierslager VI B (Oflag VI B) war ein Offizierslager der Wehrmacht zwischen 1940 und 1945, in dem über 2500 kriegsgefangene Offiziere und Unteroffiziere verschiedener Nationalitäten untergebracht waren. Es lag bei Dössel im damaligen Kreis Warburg der preußischen Provinz Westfalen (und im damaligen Wehrkreis VI (Münster)), heute Kreis Höxter, Nordrhein-Westfalen.

## Das Oflag während des Krieges
1939 wollte die Wehrmacht einen Militärflugplatz südwestlich von Dössel errichten; dieses Vorhaben wurde aber 1940 verworfen, um die bereits aufgestellten Arbeiterunterkünfte zur Umwandlung in ein Lager für kriegsgefangene Offiziere zu nutzen.
Zwischen 1940 und 1942 waren anfangs vor allem Franzosen, später auch Briten dort untergebracht. Es bildete sich dort zunächst aufgrund der Bestimmungen der Genfer Konvention, dass Offiziere nicht Zwangsarbeiten verrichten durften, eine besondere Lagerkultur, da viele Offiziere gebildet und kulturschaffend waren. Unter anderem wurden von den Gefangenen im OFLAG eine Lageruniversität, ein eigenes Sinfonie- und Kammerorchester, ein Chor und ein Theater unterhalten und gepflegt. Ebenso wurden religiöse, sportliche und kulturelle Aktivitäten genutzt und verschiedene Feiertage begangen. An Halloween 1941 wurde der schottische Tanz Reel of the 51st Division Halloween vor Generalmajor Victor Fortune erstmals offiziell gezeigt. Der Tanz war von einem schottischen Kriegsgefangenen zur Hebung der Moral entwickelt worden und gehört heute zu den populärsten schottischen Tänzen weltweit. Jedoch bedeutete dies nicht ein paradiesisches Leben für die gefangenen Offiziere, die während der Gefangenschaft fern ihrer jeweiligen Familie und Heimat waren.
Ab September 1942 bis zur Befreiung des Lagers am 1. April 1945 waren vor allem polnische Kriegsgefangene, zeitweilig 2296 Offiziere, 287 Unteroffiziere und Mannschaften im Offizierslager, die als Ordonnanzoffiziere dienten, untergebracht. Die Genfer Konvention wurde bei diesen nicht mehr angewendet. Zudem waren auch sowjetische Zwangsarbeiter interniert, die außerhalb des Lagers Arbeiten verrichten mussten.
Am 20. September 1943 versuchten polnische Gefangene durch einen Tunnel zu fliehen, jedoch konnten nur zehn Personen entkommen, die übrigen 37 und zwei im Lager verbliebene Helfer wurden u. a. im KZ Buchenwald hingerichtet. Im Dezember 1943 wurden zwei weitere Fluchtversuche unternommen. Die Flüchtlinge Jozef Dubciak und Leutnant Boleslaw Sobolewski wurden ebenfalls gefasst und hingerichtet.
Am 27. September 1944 schlug irrtümlicherweise eine britische Fliegerbombe im OFLAG anstatt auf dem anvisierten Ziel Bahnhof Nörde ein und tötete somit 90 Gefangene, die später auf dem Dösseler Friedhof beigesetzt wurden. In der Spätzeit des Krieges nahm die Nahrungsmittelversorgung drastisch ab.
Am 1. April 1945 wurde das Lager durch amerikanische Truppen befreit.

## Das Lager nach 1945
Nach der Befreiung durch die Amerikaner 1945 zogen zeitweilig befreite Zwangsarbeiter verschiedener Nationalitäten ins Lager ein, bis 1948 wurden aber die meisten Baracken abgerissen.
Die Verwaltungsgebäude und deren nahe Baracken blieben bestehen und wurden in der Nachkriegszeit auf zweierlei Arten genutzt: Einerseits dienten die übriggebliebenen Gebäude als Durchgangslager für Ostflüchtlinge, andererseits nutzten die belgische Armee und die Bundeswehr diese als Kaserneneinrichtungen. Das Lager wurde ab April 1964 Standort für die Pionier-Ausbildungskompanie 746, später in Börde-Kaserne umbenannt und diente u. a. der Ausbildung von Militärkraftfahrern der 2. Panzergrenadierdivision (AusbKp StDst/MKF 2/2).
1980, zum 35. Jahrestag der Befreiung des Lagers, kehrten erstmals ehemalige Gefangene zum Gedenken zum Lager und zum Friedhof zurück, dabei brachten sie als Geschenk ein Abbild der Schwarzen Madonna von Tschenstochau mit einer persönlichen Widmung des Primas von Polen, Kardinal Wyszyński, mit.
Als die Gäste 1984 zum 40. Jahrestag des Bombenabwurfs das zweite Mal das Lager besuchten, wurde ein am ehemaligen Eingang positionierten Gedenkstein mit der Aufschrift „Versöhnung – Frieden – Freiheit 1944–1984“ enthüllt.
Am 2. November 2015 besuchte der polnische Vizekonsul Andrzej Dudziński  gemeinsam mit Bürgermeister Michael Stickeln die Gedenkstätte auf dem Friedhof, beide gedachten mit einem Kranz der 131 in Dössel umgekommenen polnischen Soldaten.
Seit einigen Jahrzehnten wird das Lager wieder bewohnt. Asylbewerber aus aller Welt mit zeitweiligen Visa haben dort ihre Notunterkünfte.